# Uleella ruebsaameni
Uleella ruebsaameni är en tvåvingeart som beskrevs av Jean-Jacques Kieffer 1913. Uleella ruebsaameni ingår i släktet Uleella och familjen gallmyggor. Inga underarter finns listade i Catalogue of Life.